# Coralie Godbout
Coralie Godbout (Lévis, 22 de mayo de 2001) es una deportista canadiense que compite en judo. Ganó una medalla de plata en el Campeonato Panamericano de Judo de 2025, en la categoría de –78 kg.

## Palmarés internacional
| Campeonato Panamericano | Campeonato Panamericano | Campeonato Panamericano | Campeonato Panamericano |
| Año                     | Lugar                   | Medalla                 | Categoría               |
| ----------------------- | ----------------------- | ----------------------- | ----------------------- |
| 2025                    | Santiago (Chile)        | Medalla de plata        | –78 kg                  |